# Xiling, Fujian
Xiling är en socken i sydöstra Kina. Den ligger i Pingnan härad i staden Ningde i provinsen Fujian, omkring 86 kilometer norr om provinshuvudstaden Fuzhou.